# 클레어 리틀턴
클레어 리틀턴(Claire Littleton)은 미국 ABC의 드라마 《로스트》의 등장인물이다. 오스트레일리아 배우 에밀리 드 라빈(Emilie de Ravin)이 클레어 역을 맡았다. 에밀리 드 라빈은 원래 게스트 스타로 계약하였으나, 〈Outlaws〉부터 정규 캐스팅에 포함되었다.

## 일대기

### 추락 이전
클레어는 홀어머니 밑에서 아버지에 대한 기억을 거의 갖지 않은 채 자랐다. 10대가 된 클레어는 교통사고를 당하게 되는데, 클레어는 크게 다치지 않지만 옆에 타고 있던 어머니는 식물인간이 되어 버린다. 클레어는 어머니의 치료비를 내주고 있던 아버지 크리스천 셰퍼드를 어머니가 입원한 병원에서 처음으로 만나게 된다. 나중에 그는 클레어와 만나 어머니의 생명 유지 장치를 끊자고 제안하지만, 클레어는 화를 내며 거부하고, 결국 클레어는 이름도 알지 못한 채로 아버지를 떠나보낸다.
얼마 후 클레어는 남자 친구 토머스로 인해 임신을 하게 되었다는 것을 알게 된다. 그녀는 점쟁이 리처드 말킨을 찾아가는데, 그는 그가 본 것을 클레어에게 말하지 않고 그녀를 내보낸다. 얼마 후, 토머스는 부담감으로 클레어를 떠난다. 클레어는 다시 점쟁이를 찾아가는데, 그는 클레어가 그 아기를 직접 키워야만 하며, 그렇지 아니하면 큰 불행이 닥칠 것이라고 경고한다. 클레어는 이를 무시하고 한 부부에게 입양을 시키기로 하지만, 마지막으로 서류에 서명을 하려 할 때, 마음을 바꾸어 입양 보내는 것을 포기한다. 클레어는 점쟁이를 다시 찾아가는데, 그는 입양을 원하는 로스앤젤레스의 한 부부가 있다고 하며, 다음 날 출발하는 항공편 오세아닉 815편의 티켓을 주며 꼭 이 비행기를 타야만 한다고 강조한다. 815편이 섬에 추락한 이후, 클레어는 비행기가 추락할 것이라는 것을 점쟁이가 이미 알고 이 비행기를 타게 했다고 믿게 된다.